# Torre Cavallera
La torre Cavallera està situada al veïnat de Cavallera del municipi de Camprodon (Ripollès), al cim d'un turó, punt estratègic de la serra del mateix nom, des del qual es domina tota la vall del riu Ter fins a Sant Pau de Segúries. En aquest punt el riu Ter s'engorja bastant, per tant, el pas de persones, mercaderies, exèrcits es pot controlar millor. Era simplement una torre de guaita, un lloc on hi havia una guarnició i no tenia funció d'habitatge.

## Història

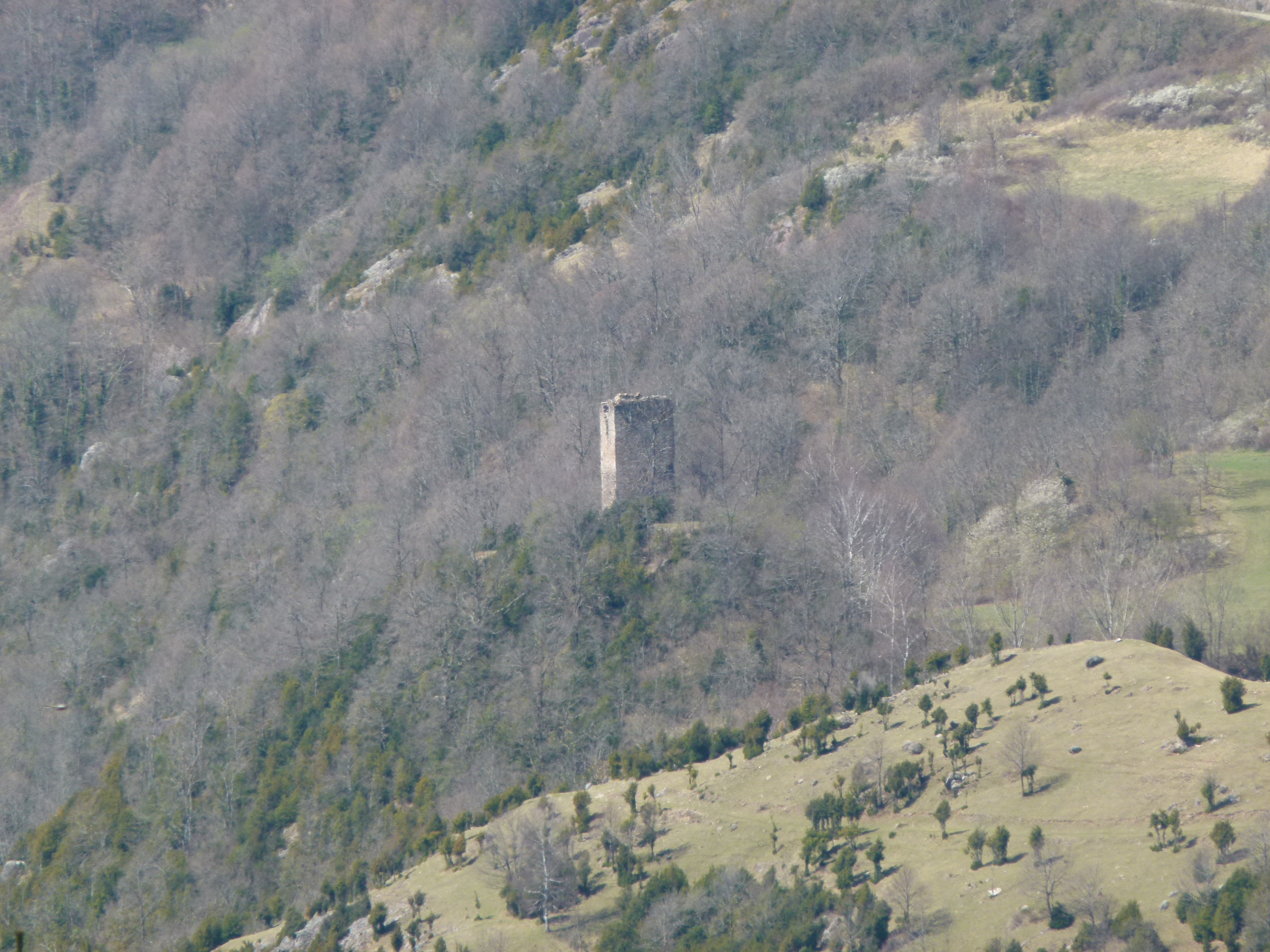
Torre Cavallera vista des de St. Antoni (abril 2012)

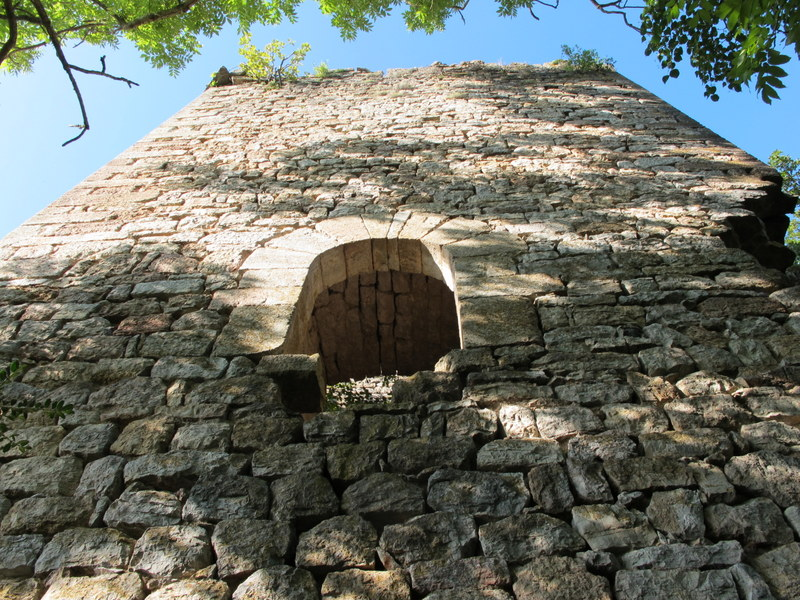
Torre Cavallera Porta d'entrada:arc de mig punt amb vuit dovelles (octubre 2013)

Tot i ser a la vall de Camprodon, pertanyia al bisbat d'Urgell, i no al comtat de Cerdanya tal com succeïa amb totes les parròquies del bisbat d'Urgell d'aquesta comarca; com era lògic, depengué del comtat de Besalú. La seva funció era quasi segurament la de defensar l'entrada meridional de Camprodon servint de punt de guaita i de torre de senyals; ajudava en aquesta funció el castell de Creixenturri, situat gairebé enfront, a l'altra riba del Ter.
El lloc de Cavallera es troba per primera vegada en la documentació del monestir de Sant Joan de les Abadesses d'una venda feta l'any 911 d'un alou situat a «Cavalera». L'any 913, l'abadessa Emma de Sant Joan de les Abadesses (filla de Guifré el Pilós) reclamava diverses viles i les seves terres. De la reclamació foren excloses les possessions de la vila Cavallera. A finals del segle x o principi de l'XI, la parròquia de Cavallera forma part de la relació de parròquies del bisbat d'Urgell. La vinculació al comtat de Besalú es documenta quan, l'any 959 el, comte Miró de Besalú fa donació al monestir de Sant Joan de la vila de Cavallera.
A partir de 936-937 comença a documentar-se l'existència d'una fortalesa per donacions o vendes de la fortalesa i terme de Cavallera. No sembla, però, que la fortalesa depengués del monestir que, l'any 1328 en reclamà el domini enfront dels vescomtes de Bas, reclamació que no va reeixir doncs en dates posteriors s'explicita el domini per part del rei i els vescomtes de Bas. L'any 1278 Sibil·la, comtessa d'Empúries i vescomtessa de Bas reconegué al rei Pere el Gran que tenia en feu, entre d'altres, el castell de Cavallera pel rei i els seus successors. L'any 1292, durant la guerra amb Jaume II de Mallorca s'ordenà que s'hi instal·lés una guàrdia de 12 homes. La torre era en aquest moment, útil estratègicament.
Els vescomtes degueren vendre els seus drets doncs en el fogatge de l'any 1358, consta que el domini del castell de Cavallera pertanyia a Pere Palomera i a Francesc de Casademunt els quals també alienaren els seus drets, ja que en el fogatge de 1365-1370, té el domini Dalmau de Barcelona.
En endavant, les notícies sobre el domini del castell s'esvaeixen i només se sap, esporàdicament (principis del s. XVII i principis del s. XIX), que havien passat a la corona. Poc després d'aquest últim esment, les senyories jurisdiccionals s'aboleixen.
El paper estratègic de la torre minva a partir del s. XIV. Amb tot, s'hi poden veure diversos búnquers fets durant la guerra civil del 1936.

## Arquitectura
Torre de planta quadrada; els murs, a l'exterior, tenen una longitud de 6,50 m. El gruix sobrepassa un metre. L'alçada és d'uns 11 m. Tenia un nivell inferior sense cap obertura i dos pisos superiors. La porta és situada al primer pis del mur nord-oriental, a uns 4 m de terra i s'hi accedia mitjançant una escala llevadissa. Les voltes que suportaven els dos trespols eren apuntades. La porta és composta per un arc de mig punt format per vuit dovelles ben treballades de mides diverses. Encara és ben visible la volta de canó que formava el primer sostre.
El primer pis hi ha dues espitlleres de 60 cm d'ample (interior) i 10 cm d'ample (exterior). A l'exterior són formades per tres parelles de carreus situats banda i banda. A excepció de les pedres dels angles i dels cantells de la porta i finestres, ben treballades, els carreus restants són escairats i no gaire treballats. Les mides varien molt, 15 x 75, 30 x 20,... A l'interior l'aparell encara és més irregular. Fins i tot, i segurament per raons de construcció, en un racó hi ha unes filades amb opus spicatum.
Pel que fa a la datació, la fortalesa és documentada el s X i la torre el s. XII però la torre actual fou segurament construïda entre els segles xiii i xiv.